# Mukim di Peramu
Peramu è un mukim del Brunei situato nel Distretto di Brunei-Muara con 1.390 abitanti al censimento del 2011.

## Geografia antropica

### Suddivisioni amministrative
Il mukim è suddiviso in 7 villaggi (kapong in malese):
Peramu, Pekilong Muara, Setia Pahlawan Lama, Bakut Siraja Muda 'A', Bakut Siraja Muda 'B', Lurong Sekuna, Bakut Berumput.